# El Coll
El Coll es un barrio de Barcelona ubicado en el distrito de Gracia. Limita con los barrios de La Salud y Vallcarca y los Penitentes del distrito de Gracia, y La Teixonera y El Carmelo del distrito de Horta-Guinardó. Tiene 7391 habitantes (2016) y está situado al pie de la colina del Coll, a unos 150 metros por encima del mar.

## Historia

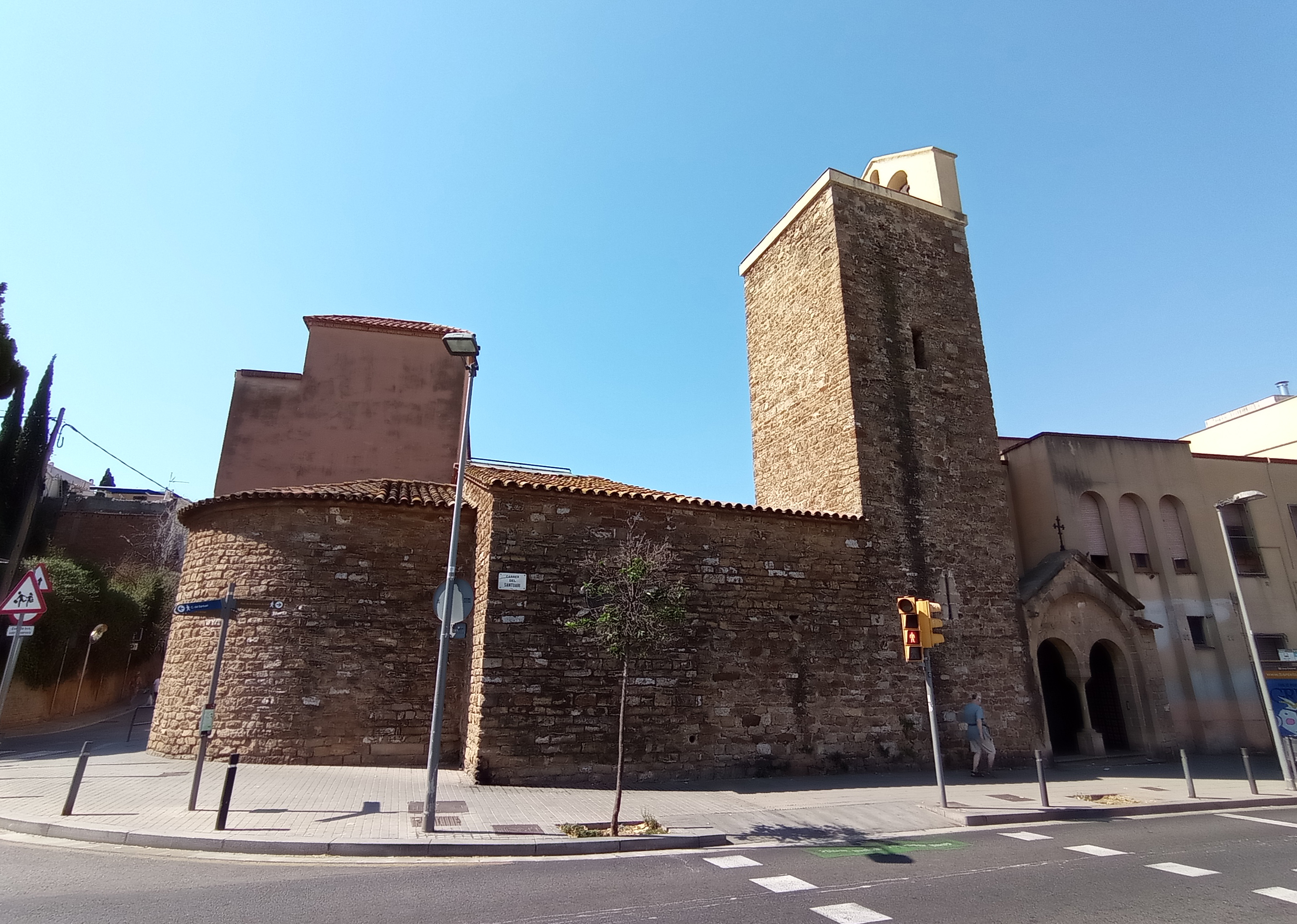
Iglesia de Nuestra Señora del Coll.

Se sitúa el origen del barrio en la iglesia de Nuestra Señora del Coll, que data del siglo XI. Originalmente, el santuario se llamaba de Mare de Déu de la Font-rúbia. Las referencias más antiguas de este barrio datan del año 1099.
Los señores feudales iban a cazar el jabalí en las montañas cercanas al Coll, poco antes de que los bandoleros se instalaran en las cuevas d'en Cimany que, más tarde, se convirtieron en importantes minas de hierro.
A principios del siglo XX, el barrio empezó a llenarse de masías y casas. Sin embargo, seguía siendo una zona predominantemente rural, y solía ser el escenario elegido con frecuencia por el Partido Republicano Radical de Lerroux para sus «meriendas fraternales republicanas». El barrio estuvo bastante mal comunicado hasta la construcción del puente de Vallcarca en 1923. En 1930 se instaló en la zona la Editorial Bruguera, especializada en historietas.
En los años 1960, El Coll sufrió la fiebre urbanística y fue invadido por todo tipo de construcciones que ocuparon todos los espacios libres que quedaban, un claro ejemplo de anarcourbanismo. En esos años nació la asociación de vecinos del barrio, que tuvo entre sus primeras reivindicaciones la mejora de los transportes públicos —prácticamente inexistentes— y la creación de equipamientos como escuelas o ambulatorios.
En 1976 se pidió la construcción de un parque. La cantera de la Creueta estaba abandonada, y la intención era construir allí pisos, pero finalmente se inauguró el parque de la Creueta del Coll. En 1992 se instaló un centro cívico en el edificio de la desaparecida Editorial Bruguera.
Actualmente el barrio del Coll está afectado por el proyecto urbanístico de los Tres Turons.

## Lugares de interés

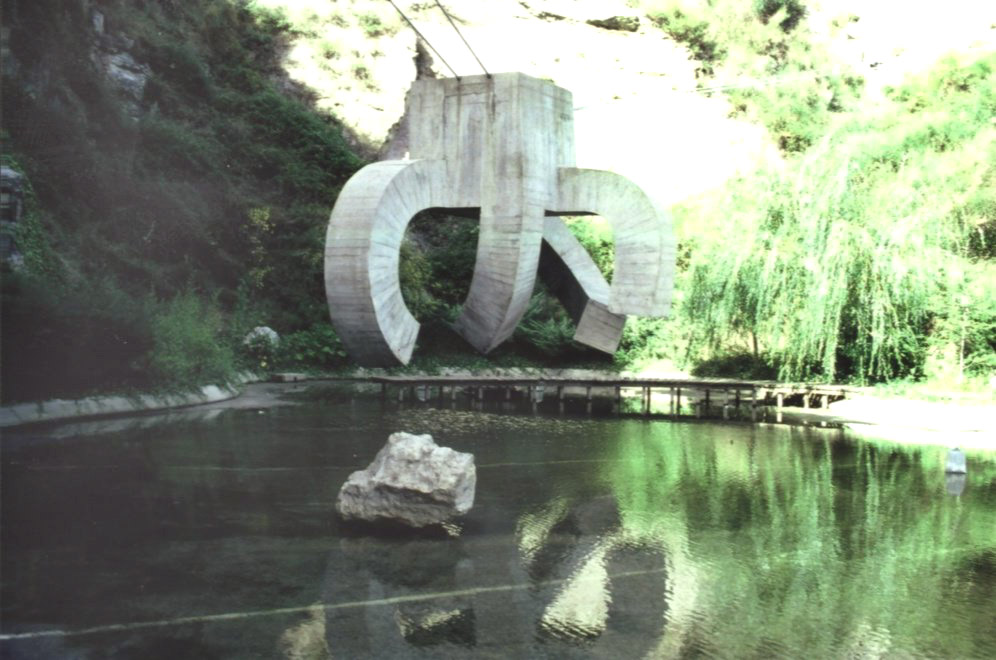
Elogio del agua de Eduardo Chillida, parque de la Creueta del Coll.

### Iglesia de Nuestra Señora del Coll
Se trata de una iglesia románica del siglo XI, de la que se conserva el cuerpo central y el campanario, siendo los demás elementos actuales de la iglesia del siglo XX. Según la tradición, en esta zona se encontró una imagen de la Virgen, por lo que se construyó un santuario en su honor, que inicialmente recibía el nombre de Nuestra Señora de la Font-rúbia. Afectada por la desamortización de 1836, fue comprada por un particular, hasta que a principios del siglo XX fue adquirida por los misioneros del Sagrado Corazón, quienes restituyeron el culto. Alrededor de 1930 se amplió, construyéndose entonces el crucero, la bóveda y el ábside actual, en un estilo más o menos acorde con el románico.

### Parque de la Creueta del Coll
Antiguamente fue una cantera de piedra granítica, por lo que muchos vecinos lo conocían como la Pedrera (en catalán «cantera»). Su transformación en parque público se realizó gracias a un proyecto de Martorell-Bohigas-Mackay, siendo inaugurado en 1987. La parte principal del parque contiene una gran plaza de 6000 m², donde destaca un estanque que en verano sirve de piscina pública. El parque destaca igualmente por la colocación de dos magníficas esculturas: un monolito titulado Tótem (1987), de Ellsworth Kelly; y Elogio del agua (1987), de Eduardo Chillida.

### Finca Sansalvador

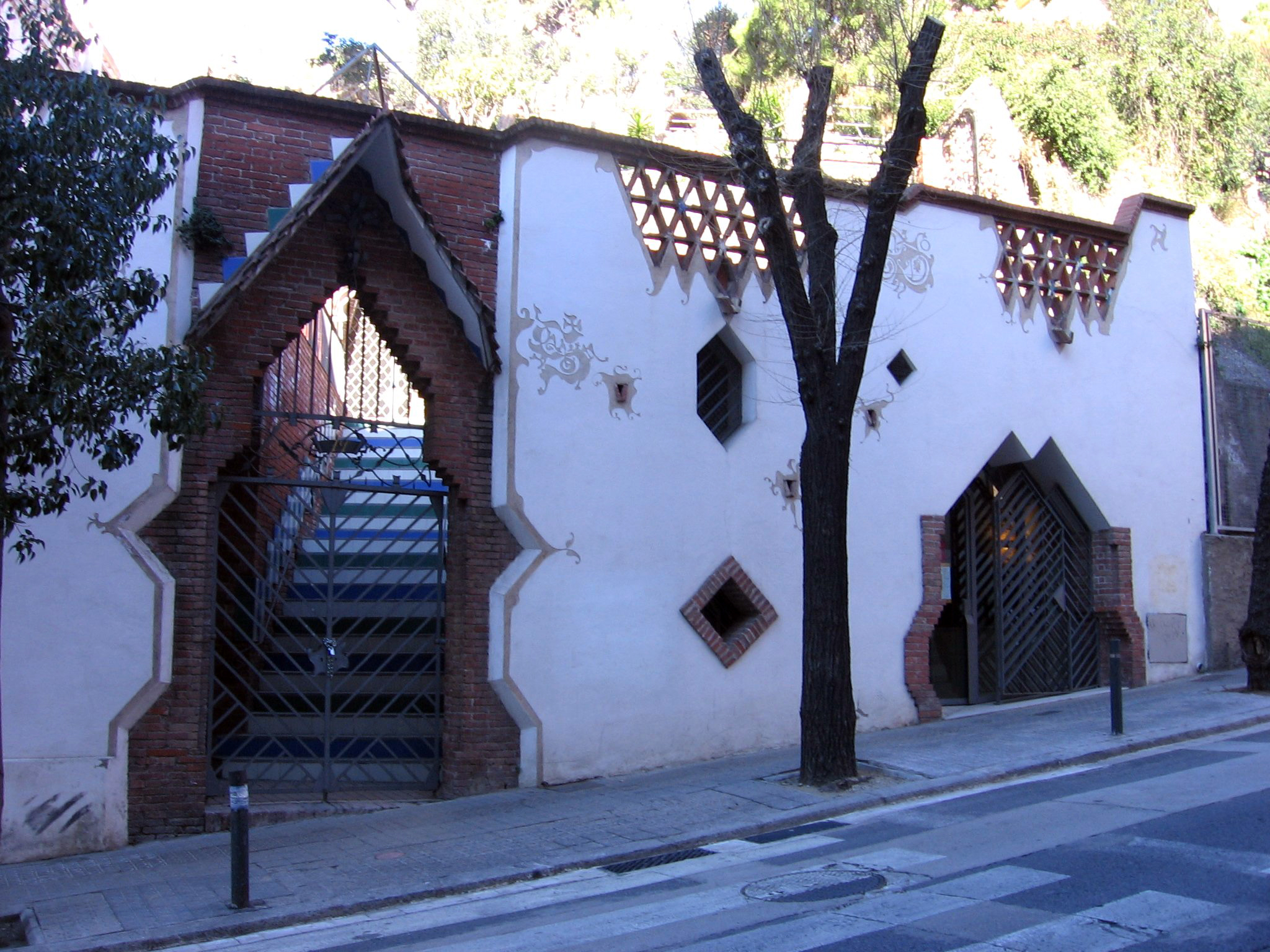
Finca Sansalvador, de Josep Maria Jujol.

Situada en el paseo de Nuestra Señora del Coll, a la entrada del parque de la Creueta, fue una de las primeras obras del arquitecto modernista Josep Maria Jujol. La finca tiene una fuerte pendiente, por lo que lo que antiguamente era un único solar fue dividido en dos: en la parte superior se construyó una casa, llamada Can Queralt, edificada por Jujol entre 1916 y 1917; y la parte inferior fue ocupada por la torre Sansalvador, iniciada en 1909 y cuyas obras quedaron inconclusas por el hallazgo de unas grutas con una mina de agua, que fue comercializada. Tan solo se construyó el pabellón de acceso, que destaca por un portal de formas mixtilíneas elaborado con ladrillo visto y decoración de azulejos y esgrafiados. Fue restaurada en 2006.

### Torre de Sant Jordi

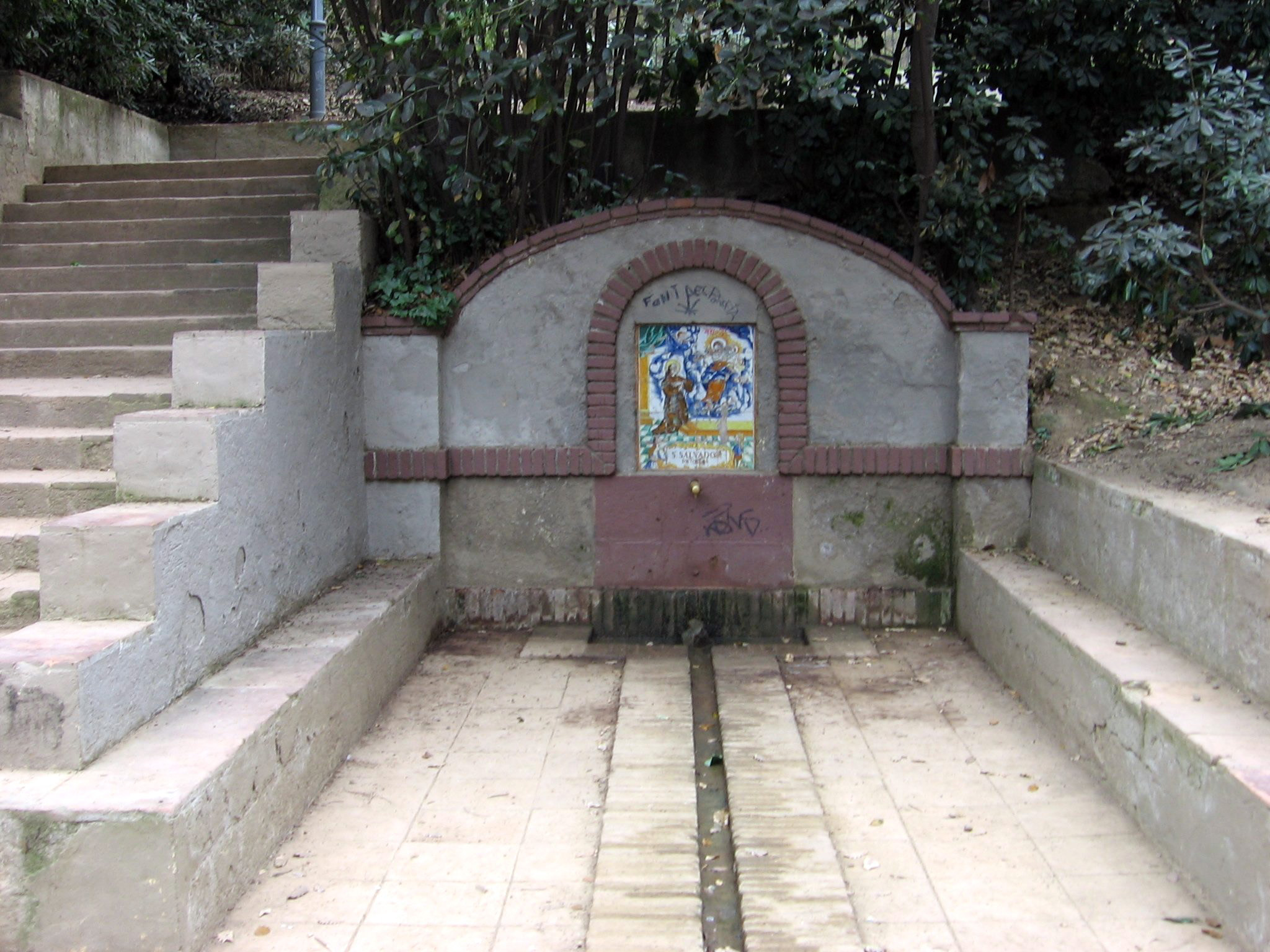
Fuente de San Salvador de Horta, parque Güell.

Se encuentra en la calle de Sant Eudald 9-11, y es una torre modernista de 1908, obra de Salvador Valeri i Pupurull. Del edificio destaca la fachada, decorada con elementos cerámicos y estucados, así como la torre mirador que corona el edificio.

### Fuente de San Salvador de Horta
Esta fuente está situada en el parque Güell, conocido sobre todo por la parte monumental proyectada por Antoni Gaudí, que pertenece administrativamente al barrio de La Salud; sin embargo, la parte forestal del parque, correspondiente a la cara norte del monte Carmelo, pertenece a El Coll —también una parte a Vallcarca—. Esta fuente es de origen remoto, y es una mina natural de agua, situada en un paraje de plátanos, robles, fresnos y madroños. En la pared del surtidor destaca un plafón de cerámica con la imagen de san Salvador de Horta arrodillado frente a la Virgen con el Niño.

## Entidades y equipamientos
- Centre cívic El Coll La Bruguera
- Asociación de vecinos
- Grupo de estudio del Coll-Vallcarca
- Esplai Sant Jordi
- Agrupament Escolta Jaume I del Coll
- Malèfica del Coll
- Aroloki
- Comissió de Joves del Coll
- Club Bàsquet Coll
- Poliesportiu Creueta del Coll

## Fiestas
En el mes de junio el barrio celebra su Fiesta Mayor, habitualmente en el segundo y tercer fin de semana.

## Transporte
- Autobús:
  - V19: Barceloneta-Pl. Alfonso Comín
  - 87: Plaza Gala Placidia-Horta
  - 22 Plaza Cataluña-El Carmel
  - 129: Bus del barri
  - N5: Bus nocturno
- Metro:
  - L3: Penitents
  - L3: Vallcarca
  - L5: El Coll – La Teixonera